# 鞘師里保と○○と
『鞘師里保と○○と』（さやしりほとまるまると）は、MBSラジオで2020年12月5日から放送しているラジオのトーク番組。

## 番組概要
モーニング娘。の元メンバーで女優の鞘師里保の冠番組。様々なゲストを招き、リスナーからの質問を中心にトークをしていく。質問はメールと番組公式Twitterへのダイレクトメッセージで募集している。なお、回によっては鞘師のひとり喋りを放送する時もある。
鞘師にとってMBSラジオ『ヤングタウン土曜日』卒業以来となるMBSラジオでのレギュラー番組となった。
第31回（7月5日（4日深夜））の放送から『鞘師里保と食レポと』と題した食レポコーナーが始まり、全国の銘品をりぞけっとの提供で紹介している。
番組は放送後、Radiotalkやポッドキャストで配信をおこなっている。
番組公式ハッシュタグは「#りほまる」。ラジオネームは「りほまるネーム」としている。

## 放送時間
- MBSラジオ、月曜<日曜深夜> 0:00 - 0:30（2021年4月5日（4日深夜） - 2021年9月27日（26日深夜））
- MBSラジオ、土曜 23:30 - 翌0:00（2020年12月5日 - 、2021年3月27日）[1]

## ゲスト
ゲストは2週毎に交代となる。